# Аитова, Фатиха Абдулвалиевна
Фатиха Абдулвалиевна Аитова (тат. Фатиха Габделвәли кызы Аитова (Яушева); 1866—1942) — татарская мецентка и просветительница, основательница первой в Казани женской гимназии.

## Биография
Фатиха Аитова родилась в семье Абдулвали Яушева, купца первой гильдии из города Троицка. Семья Яушевых была среди активных участников и спонсоров обновленческого мусульманского движения джадидов и активно поддерживала открытие новометодных школ.
В 1887 году Фатиха вышла замуж за Сулеймана Аитова, предпринимателя и общественного деятеля, представителя богатой казанской семьи Аитовых.
В 1897 году Аитова на свои средства открыла в Казани начальную школу для девочек из бедных семей. Школа располагалась в Суконной слободе. Вначале в школе велось обучение рукоделию — вышиванию, вязанию. В 1899 году Аитова расширила учебное заведение, обучение в нём стало вестись в четырёх классах. Новая часть школы работала на территории современной улицы Габдуллы Тукая, среди предметов обучения появилась кулинария. Школа просуществовала всего три года.
В 1906 году Фатиха Аитова получила крупное наследство после смерти её отца Абдулвали Яушева. Значительную часть этих средств она вложила в создание новой женской школы, открытие которой состоялось 27 августа 1909 года. В первый год в школе обучалось 85 человек, позднее число учениц увеличилось, причем в школу стали поступать ученицы из-за пределов Казани. В 1911 году в школе обучалось до 120 учениц. В 1913-14 годах в школе имелось пять классов, в них обучалось 220 учениц.
В 1916 году после нескольких безуспешных попыток Фатиха Аитова, наконец, получила разрешение на преобразование школы в частную гимназию. Перед этим она вместе с мужем в течение трёх лет путешествовали по Европе, изучая опыт работы гимназий в Австро-Венгрии (Прага, Вена) и Германии (Берлин). В первый же год в гимназию были приняты 230 учениц. Был открыт пансионат для детей из малоимущих семей и приезжих. В гимназии Аитовой преподавались вероучение, русский язык, история всеобщая и отечественная, география общая и России, математика, алгебра, физика, естествознание, анатомия, физиология, гигиена, педагогика, чистописание русское и татарское, рисование и рукоделие. Занятия в гимназии велись на иностранных языках: арабском, немецком, английском, французском и персидском.
24 апреля 1917 года Фатиха Аитова участвовала в первом Всероссийском съезде мусульманок, который прошёл в Казани
После Октябрьской революции гимназия и остальное имущество Фатихи Аитовой было национализировано советской властью. Гимназия была преобразована в татарскую школу второй ступени.
Сама Ф. Аитова во время Гражданской войны эвакуировалась в Омск, затем жила в Баку. Ей не была назначена пенсия, несмотря на ходатайство руководства Татарской АССР.
Последние годы жизни Фатиха Аитова провела на попечении семьи своего сына в Москве. Все трое её детей были репрессированы советской властью.  Также был репрессирован ее брат — Абдулгазиз Яушев.
Фатиха Аитова скончалась в 1942 году в Казани и похоронена на кладбище возле Ново-Татарской слободы.

## Известные выпускницы школы Фатихи Аитовой
- Садыкова, Сара Гарифовна — композитор, актриса, певица[3].
- Рахманкулова, Марьям Маннановна — оперная певица, композитор[3].

## Память
В честь Фатихи Аитовой названа гимназия № 12 с татарским языком обучения, расположенная в Московском районе Казани.